# Andía (Valle de Yerri)
Andía (Andia en euskera y cooficialmente) es una localidad y un conjunto de caseríos del municipio del  Valle de Yerri (Navarra) España. Están dispersos por la sierra de Andía. Tenía 0 habitantes en 2024.

## Toponimia
Su nombre significa en euskera 'la grande', de handi 'grande' y el artículo determinado -a. Aparece en documentos antiguos como Andia (siglo XII-XIII, NEN).